# Antonijs Urbšs
Antonijs Urbšs (ur. 29 listopada 1879 w Rakiszkach, zm. 17 sierpnia 1965 w Montserrat, Hiszpania) – litewski duchowny rzymskokatolicki, biskup diecezjalny Lipawy w latach 1938–1965.

## Życiorys
Urodził się 29 listopada 1879 w Rakiszki na Litwie. We wczesnym dzieciństwie utracił ojca, chłopiec pod auspicjami stryja Kazimierza Dowgałowicza – dziekana kościoła Świętej Trójcy, który służył w Łatgalii, zajął się edukacją i wychowaniem chłopca. Dlatego część dzieciństwa i lat szkolnych spędził w Varkava, gdzie również otrzymał wykształcenie. W 1898 wstąpił do seminarium duchownego w Petersburgu, które ukończył w marcu 1903. 22 marca 1903 przyjął święcenia kapłańskie z rąk abpa Bolesława Hieronima Kłopotowskiego – metropolity mohylewskiego.
W latach 1903–1904 był wikariuszem kościoła Wniebowzięcia NMP w Varaklani. W 1904 na krótki czas został wikarym kościoła Świętej Trójcy w Dagdzie. W latach 1904–1911 był wikariuszem kościoła św. Franciszka w Rydze. W 1911 zostaje proboszczem parafii Zgromadzenia NMP w Kaunacie. W latach 1911–1920 jest proboszczem parafii Niepokalanego Poczęcia w Dyneburgu. Natomiast w latach 1920–1938 jest proboszczem parafii Wniebowzięcia Najświętszej Maryi Panny i dziekanem Dekanatu Lucyn.
W 1922 został mianowany doradcą biskupa i prosynodalnym sędzią Archidiecezji ryskiej, a w 1937 otrzymał tytuł Prałata.
29 kwietnia 1938 papież Pius XI bullą „Commissum Humilitati Nostrae” ustanowił go biskupem nowo utworzonej diecezji Lipawskiej. Święcenia biskupie otrzymał 29 czerwca 1938 w Katedrze św. Józefa w Lipawawie. Głównym konsekratorem był abp Antonino Arata – nuncjusz apostolski na Łotwie, a współkonsekratorami Jāzeps Rancāns – biskup pomocniczy ryski i bp Boļeslavs Sloskāns – administrator miński i mohylewski.
Wywieziony do Niemiec 9 września 1944, gdzie osiadł w klasztorze Loras Capuchin. Pod koniec II wojny światowej odwiedził łotewskie obozy na obszarach amerykańskich i angielski, dzieląc się sakramentami i zapewniając im siłę duchową. Na zaproszenie opata kartuzów wiosną 1949, udał się wraz ze swoim sekretarzem ks. prał. Nowickim do Hiszpanii, gdzie przebywali w klasztorze benedyktynów w Opactwie Matki Bożej w Montserrat.
W Hiszpanii bp Urbšs pomagał lokalnym biskupom, odprawiając Mszę św. i udzielając wszystkich sakramentów oraz wizytując kościoły. 22 marca 1953 w Montserrat bp Antonijs otrzymał od papieża Piusa XII tytuł Pontificio Solio Adstans (Asystenta Tronu) w rocznicę święceń kapłańskich wraz z przywilejami tego tytułu honorowego. Do 1953 bp Antonijs Urbšs udzielił bierzmowania 14 000 wierzącym oraz 240 niższych i wyższych święceń dla kandydatów do kapłaństwa. Bp Antonijs Urbšs – ordynariuszem Lipawy był aż do śmierci. Zmarł 17 sierpnia 1965 w Opactwie Matki Bożej w Montserrat, tam również w krypcie klasztoru został pochowany, a następnie obok niego także spoczął jego osobisty sekretarz ks. prał. Nowicki.